# Courtedoux
Courtedoux (toponimo francese) è un comune svizzero di 765 abitanti del Canton Giura, nel distretto di Porrentruy.

## Monumenti e luoghi d'interesse

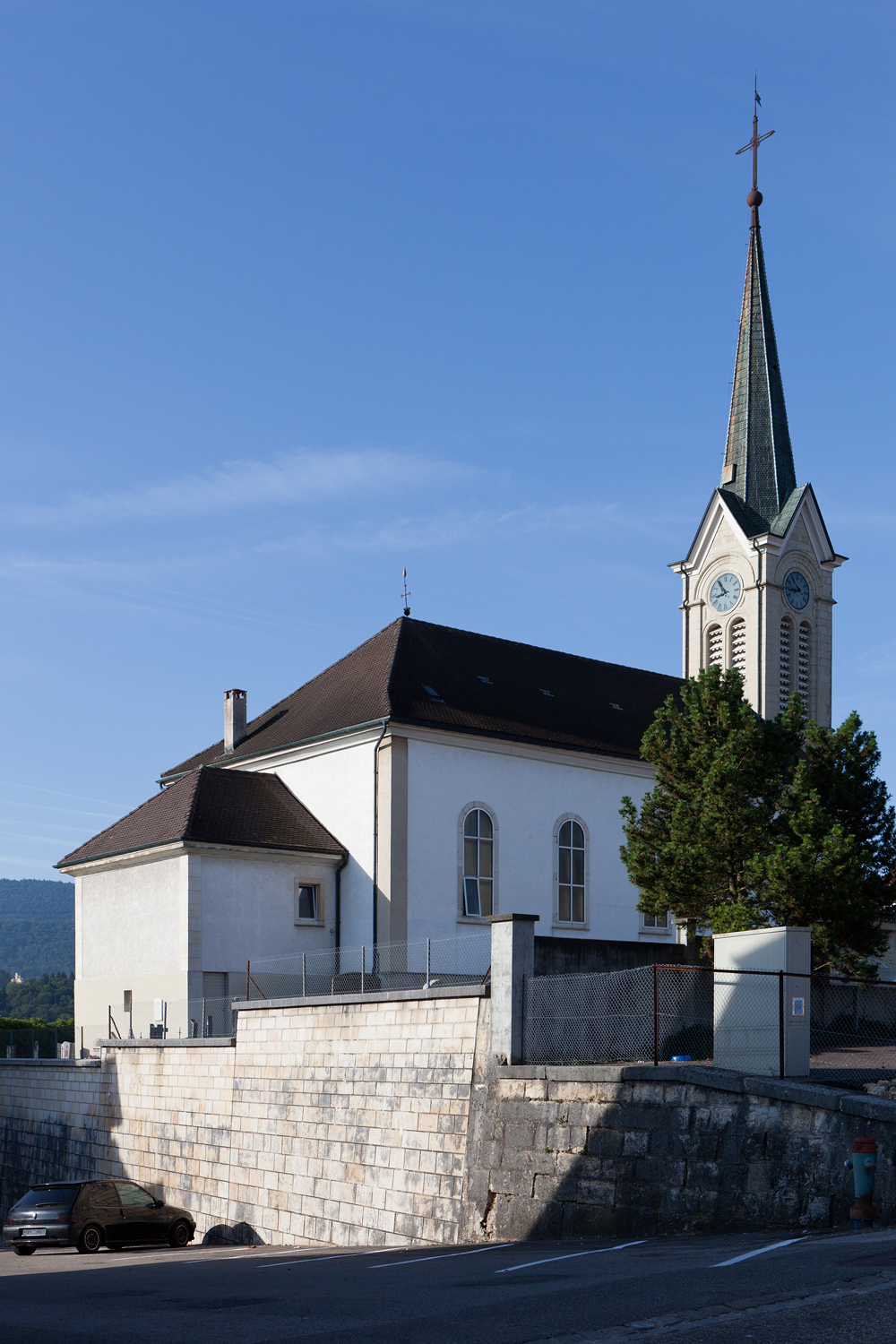
La chiesa di San Martino

- Chiesa cattolica di San Martino, eretta nel 1389 e ricostruita nel 1835[1].

## Società

### Evoluzione demografica
L'evoluzione demografica è riportata nella seguente tabella:
Abitanti censiti

## Infrastrutture e trasporti
Courtedoux è servito dall'aerodromo di Porrentruy-Courtedoux.

## Amministrazione
Dal 1836 comune politico e comune patriziale sono uniti nella forma del commune mixte.